# なまえ (谷本賢一郎の曲)
「なまえ」は、谷本賢一郎（ザ・ニュースペーパー）の楽曲。鈴木健士により作詞、山移高寛により作曲されている。この楽曲は谷本の2枚目のシングルおよび3枚目のシングルとしてリリースされている。

## 2枚目のシングル
2011年6月8日にトライレコードから発売された。

### 収録曲
1. なまえ
作詞:鈴木健士、作曲・編曲:山移高寛
2. うんじゅぬ島
作詞・作曲:宮沢和史、編曲:山移高寛
3. なまえ -instrumental-
4. うんじゅぬ島 -instrumental-

## 3枚目のシングル
2016年2月17日にテイチクエンタテインメントから発売された。

### 収録曲
1. なまえ
作詞:鈴木健士、作曲:山移高寛、編曲:田代修二
2. 青空
作詞・作曲:紅龍、編曲:若草恵
3. なまえ（インストゥルメンタル）
4. なまえ（インストゥルメンタル クリスタルバージョン）
5. 青空（インストゥルメンタル）